# Kvarken
Se även Södra kvarken.

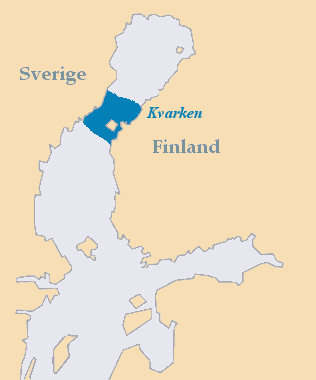
Kvarken

Kvarken (i äldre litteratur stavat Qvarken, finska: Merenkurkku, "Havshals"; kvark är en äldre synonym till strupe/hals) är det vattenområde som skiljer Bottenviken från Bottenhavet, ungefär mellan svenska Umeå och finska staden Vasa, vilket även benämns Norra Kvarken för att undvika förväxling med Södra Kvarken (finska: Ahvenanrauma, "Ålands sund"), det sistnämnda är den smalaste och nordligaste delen av Ålands hav mellan Åland och Öregrunds skärgård och skiljer Ålands hav från Bottenhavet. Norra Kvarken är del av världsarvet.
Den västligaste delen, mellan Holmöarna och svenska fastlandet, benämns även Västra Kvarken, medan den östligaste delen benämns Östra Kvarken.
Landhöjningen i Kvarken är cirka 8,5 millimeter per år och då största största djupet är cirka 25 meter innebär det att en landförbindelse mellan Umeå och Vasa kan förväntas bildas inom cirka 3000 år om landhöjningen fortsätter i samma takt. Därigenom blir Bottenviken Europas största insjö.
Flera försök har gjorts att simma över Kvarken men kyla och strömmar har stoppat de flesta försöken att korsa sundet. Först att lyckas simma över östra Kvarken var Umeåtrion Lennart Flygare, Pavio Grzelewski och Tore Klingberg som den 24 juli 2018 simmade från Valsörarna på finska sidan till Holmögadd på den svenska sidan. Det tog dem 12 timmar och 2 minuter att korsa sundet.

## Fast förbindelse
Färjetrafik för gods- och persontransport bedrivs för närvarande av Wasaline mellan Umeå hamn, Holmsund och Vasa hamn, Vasa. Det har dock under decennier framförts förslag på en kombinerad väg- och järnvägsbro över Norra Kvarken som godtas av Kvarkenrådet och, enligt en beräkning år 2020, skulle kosta mellan trettio och femtio miljarder svenska kronor. Det finns sedan hösten 1997 en fast broförbindelse mellan Vasa och ön Replot, som kan komma att få betydelse för den föreslagna Kvarkenbron.

## Fyrskeppsstationer

### Östra Kvarken
Som ett angöringsmärke i de farliga vattnen sydost om Holmögadd fanns 1924–1960 en fyrskeppsstation där fyrskeppet nr 15 Utgrunden tjänstgjorde hela tiden. Fyrskeppsstationen ersattes 1960 av kasunfyren Nordvalen, belägen drygt 3 distansminuter sydsydost om Holmögadd.

### Sydostbrottet
För att förebygga vidare olyckor ankrades ett fyrskepp upp 2,5 distansminuter syd om Sydostbrottets södra pynt. Stationen flyttades senare något mer sydvart och fyrskeppsstationen ersattes 1963 av en kasunfyr, som placerades på Vernersgrund.
| Nummer | Namn          | Tjänstgöringsår |
| ------ | ------------- | --------------- |
| 2A     | Sydostbrottet | 1862-1894       |
| 14     | Svinbådan     | 1895-1933       |
| 33     | Sydostbrotten | 1934-1963       |

## Världsarv
Den 12 juli 2006 röstade UNESCOs världsarvskommitté enhälligt för att en del av Kvarken i Finland skulle få världsarvsstatus. Kvarken blev dock inget eget världsarv utan blev en utvidgning av det befintliga världsarvet Höga kusten. Världsarvets namn ändrades då från enbart Höga kusten till Kvarkens skärgård/Höga kusten. Sedan 2008 bär världsarvet namnet Höga kusten/Kvarkens skärgård.
The Observer skriver att "landskapet är fantastiskt, känslan av frid påtaglig".